# Veliján Alajverdíyev
Veliján Alajverdíyev –en ruso, Велихан Аллахвердиев– (12 de diciembre de 1977) es un deportista ruso que compitió en lucha libre. Ganó dos medallas en el Campeonato Europeo de Lucha, plata en 1999 y bronce en 1998.

## Palmarés internacional
| Campeonato Europeo | Campeonato Europeo      | Campeonato Europeo | Campeonato Europeo |
| Año                | Lugar                   | Medalla            | Categoría          |
| ------------------ | ----------------------- | ------------------ | ------------------ |
| 1998               | Bratislava (Eslovaquia) | Medalla de bronce  | 69 kg              |
| 1999               | Minsk (Bielorrusia)     | Medalla de plata   | 69 kg              |